# Jeff Rona
Jeff Rona (Culver City (Californië), 3 maart 1957) is een Amerikaans filmcomponist.

## Loopbaan
Rona begon zijn muziekcarrière onder meer bij de muziekstudio Remote Control Productions als muzikant, sounddesigner, arrangeur en als additioneel componist bij een aantal filmmuziek-projecten van Hans Zimmer en Mark Mancina. Ook werkt hij voor Cliff Martinez en Mark Isham. In 1993 componeerde hij zijn eerste eigen werk, voor de televisieserie Homicide: Life on the Street. Hij componeerde voor onder meer de regisseurs Ridley Scott en Steven Soderbergh. Ook werkte Rona samen met musici als Jon Hassell en Brian Eno. Een van Rona's bekendste soundtracks is die voor de misdaadfilm Exit Wounds. Rona won in 2008 en 2009 een ASCAP Award voor de muziek die hij componeerde voor de televisieserie Brotherhood.

## Filmografie
| Jaar | Titel                        | Opmerkingen              |
| ---- | ---------------------------- | ------------------------ |
| 1994 | Lipstick Camera              |                          |
| 1996 | White Squall                 |                          |
| 1996 | Schizopolis                  |                          |
| 1997 | Do Me a Favor                |                          |
| 2000 | The In Crowd                 |                          |
| 2001 | Exit Wounds                  | met Dame Grease          |
| 2003 | Shelter Island               |                          |
| 2005 | Urban Legends: Bloody Mary   | met Scooter Pietsch      |
| 2005 | The Quiet                    |                          |
| 2005 | Slow Burn                    |                          |
| 2006 | The Deep and Dreamless Sleep |                          |
| 2007 | Whisper                      |                          |
| 2007 | Jonna's Body, Please Hold    |                          |
| 2008 | From Inside                  |                          |
| 2010 | The Tortured                 |                          |
| 2010 | The Chosen One               |                          |
| 2013 | Phantom                      |                          |
| 2015 | Órfãos do Eldorado           | aka: Orphans of Eldorado |
| 2017 | Veeram                       |                          |
| 2020 | A Zebra-Riding Boy           |                          |

## Overige producties

### Computerspellen
| Jaar | Titel                        | Opmerkingen |
| ---- | ---------------------------- | ----------- |
| 2010 | God of War III               |             |
| 2017 | Marvel vs. Capcom: Infinite  |             |
| 2019 | Devil May Cry 5              |             |
| 2019 | Dance of Death: Du Lac & Fey |             |

### Televisiefilms
| Jaar | Titel                          | Opmerkingen |
| ---- | ------------------------------ | ----------- |
| 1995 | Death in Small Doses           |             |
| 1998 | Black Cat Run                  |             |
| 1999 | NetForce                       |             |
| 1999 | Mind Prey                      |             |
| 2004 | The Riverman                   |             |
| 2004 | Category 6: Day of Destruction |             |
| 2006 | For the Love of a Child        |             |
| 2006 | Final Days of Planet Earth     |             |
| 2008 | Crash and Burn                 |             |
| 2010 | Fragged                        |             |

### Televisieseries
| Jaar | Titel                        | Opmerkingen                    |
| ---- | ---------------------------- | ------------------------------ |
| 1993 | Homicide: Life on the Street | 1993-1994                      |
| 1994 | Chicago Hope                 | 1994–1998                      |
| 1996 | High Incident                | met John Powell en Hans Zimmer |
| 1996 | Profiler                     | 1996–1997                      |
| 1997 | Gun                          |                                |
| 1997 | Sleepwalkers                 |                                |
| 1997 | Teen Angel                   | 1997–1998                      |
| 2004 | Traffic                      | miniserie                      |
| 2004 | Earthsea                     | miniserie                      |
| 2005 | Hot Properties               |                                |
| 2006 | Brotherhood                  |                                |
| 2008 | Fear Itself                  | 2008–2009                      |
| 2010 | Persons Unknown              |                                |
| 2012 | The Ropes                    |                                |
| 2015 | Powers                       | 2015-2016                      |
| 2017 | Claws                        | 2017-2018                      |

### Documentaires
| Jaar | Titel             | Opmerkingen |
| ---- | ----------------- | ----------- |
| 2006 | Sharkwater        |             |
| 2013 | Generation Iron   |             |
| 2017 | Edgar             |             |
| 2017 | Generation Iron 2 |             |
| 2017 | Sea of Life       |             |
| 2017 | The New Fire      |             |